# Fuerte de Santa Margarita de Austria
El fuerte de Santa Margarita de Austria fue fundado en 1557, a orillas del río Lebu por el gobernador español García Hurtado de Mendoza, durante la Guerra de Arauco para controlar el acceso a Concepción.
Situado a 37° 35´ Latitud Sur y 73° 30´ Longitud Oeste en la orilla norte del río Lebu fue creado con el fin de impedir el acceso de los mapuches al camino costero hacia Concepción.
Fue destruido por los mapuches por lo que tras el Desastre de Curalaba el gobernador Alonso de Ribera incluyó su reconstrucción dentro del dispositivo de fuertes del Biobío para su plan de Guerra defensiva, sin embargo pronto será destruido nuevamente por los indígenas y nunca se intentará su reconstrucción.